# Максимова, Наталья Павловна
Максимова Наталья Павловна (род. 16 февраля 1948, Минск, Белорусская ССР, СССР) — доктор биологических наук (2005), профессор (2006) и заведующая кафедры генетики (1995) биологического факультета БГУ.

## Биография
После окончания в 1971 г. биологического факультета поступила в аспирантуру на кафедру генетики и дарвинизма БГУ.
В 1975 г. защитила кандидатскую диссертацию на тему «Особенности рекомбинационного процесса при бактериальной конъюгации клеток E. coli K-12 с участием uvr-донорских штаммов» по специальности «Генетика».
С 1974 г. по 1985 г. работала в Проблемной НИЛ экспериментальной биологии БГУ.
В 1985 г. была назначена заведующей сектором биохимической генетики бактерий этой же лаборатории, а с 1992 г. — заведующей НИЛ молекулярной генетики бактерий.
Начиная с 1995 г., оставаясь руководителем этого научного подразделения, Н. П. Максимова принимает заведование кафедрой генетики биологического факультета, которой руководит по настоящее время.
В 2005 г. защитила докторскую диссертацию на тему «Метаболизм ароматических соединений у метилотрофных бактерий» по специальностям «Микробиология» и «Биотехнология».
Учёная степень доктора биологических наук присуждена за решение крупной научной проблемы — расшифровку механизмов синтеза ароматических соединений у новой, ранее не изученной группы организмов — метилотрофных бактерий, а также разработку приемов их биотехнологического использования. Полученные результаты вносят существенный вклад в развитие представлений о функциональной организации биосинтетических путей у микроорганизмов, разработку подходов использования их биосинтетического потенциала и повышения продуктивности, что в совокупности является важным научным достижением в области биотехнологии.
В 2006 г. ей присвоено звание профессора.

## Научная деятельность
Благодаря усилиям Н. П. Максимовой на биологическом факультете сформировано новое научное направление, связанное с расшифровкой биохимических и генетических основ синтеза биологически активных соединений ароматической природы у микроорганизмов. Впервые установлены биосинтетические предшественники флуоресцирующего пигмента пиовердина, а также выявлена его высокая антиоксидантная и антимикробная активности. Установлены механизмы устойчивости бактерий к феназиновым антибиотикам. Разработаны новые подходы создания генетическими методами штаммов-продуцентов феназиновых антибиотиков, пиовердинов, ароматических аминокислот, стимуляторов роста растений, а также ряда других метаболитов и ферментов, перспективных в биотехнологическом отношении. Созданы штаммы-продуценты, пригодные для практического использования. В рамках инновационных программ ведется работа по созданию экологически безопасных биопестицидных препаратов, пригодных для практического использования. Н. П. Максимова руководит научными темами, которые входят в Государственные научно-технические программы, различные Республиканские программы фундаментальных и прикладных исследований. В настоящее время под её руководством или при её участии создано семь биопестицидных экологически безопасных препаратов на основе полезных микроорганизмов — Бактоген, Аурин, Стимул, Немацид, Гулливер, Житень и ПрофиБакт-фито, выпускаемых на предприятиях Республики Беларусь (ОАО «Бобруйский завод биотехнологий» и ООО «Центр инновационных технологий»).
Н. П. Максимова уделяет много внимания совершенствованию учебного процесса и организации научно-исследовательской деятельности на кафедре, интеграции науки и образования. Читает для студентов биологического факультета курсы «Генетика», «Молекулярная биология гена», «Генотерапия». Является автором учебных программ и учебных стандартов. Ею подготовлено 9 кандидатов биологических наук. Опубликовано 16 учебно-методических изданий, из них 3 учебных пособия, в том числе с грифом Министерства образования Республики Беларусь. Имеет около 360 научных публикаций, из них 12 авторских свидетельств и патентов Республики Беларусь и России. Является членом Президиума БоГИС «Генетиков и селекционеров» Республики Беларусь, является членом совета ГПНИ «Новые биотехнологии», членом Совета биологического факультета БГУ, членом редакционного Совета Трудов Белорусского государственного университета (серия Физиологические, биохимические и молекулярные основы функционирования биосистем). Председателем комитета по присуждению премий имени В. И. Пичеты и А. Н. Севченко, членом редакционного совета Трудов Белорусского государственного университета Серия «Физиологические, биохимические и молекулярные основы функционирования биосистем». Начиная с 1996 г. в течение 17 лет являлась председателем жюри Республиканской олимпиады по биологии и одновременно членом Международного биологического олимпиадного комитета. В эти годы возглавляла команду школьников-биологов Республики Беларусь на Международных биологических олимпиадах в 17 странах мира.

## Награды
За высокие показатели в научно-педагогической деятельности Н. П. Максимова неоднократно награждалась Почётными грамотами Министерства образования Республики Беларусь (2001 и 2008 гг.) и УО «Академия последипломного образования Республики Беларусь» (2003 г.), Почётными грамотами БГУ (1996, 1998, 2003, 2006 г.).
В 2003 г. награждена нагрудным знаком «Отличник образования Республики Беларусь», в 2008—2009 гг. являлась Стипендиатом Президентского фонда Республики Беларусь.
За многолетнюю плодотворную научно-педагогическую деятельность и подготовку высококвалифицированных специалистов в 2011 г. Н. П. Максимова была отмечена Благодарностью Президента Республики Беларусь.
В 2012 г. получила почётное звание «Заслуженный работник Белорусского государственного университета».
В 2013 г. награждена медалью Республики Беларусь «За трудовые заслуги».
В 2014 г. ей присуждена премия имени А. Н. Севченко за учебно-методический комплекс «Основы клеточных, молекулярных и генетических механизмов организации и развития живых систем».

## Основные публикации
- Максимова Н. П. Молекулярная генетика. Сборник задач и тестов. Учебное пособие. Мн.: БГУ, 2003. 86 с.
- Максимова Н. П., Титок М. А., Анохина В. С., Храмцова Е. А., Гринев В. В., Куницкая М. П. Сборник задач по генетике: пособие для студентов биологического факультета. — Минск: БГУ. — 2008. — 167 .
- Максимова Н. П., Титок М. А., Куницкая М. П., Храмцова Е. А., Анохина В. С. Генетика. Методические указания к лабораторным занятиям для студентов биологического факультета специальностей 1-31 01 01 — Биология, 1-33 01 01 — Биоэкология. — Минск: БГУ. — 2008. — 64 с.
- Максимова Н. П. Генетика. Часть 1. Законы наследственности. Курс лекций"- Минск: БГУ. — 2008. — 131 с.
- Максимова Н. П. Курс лекций по Генетике. Часть 2. Хромосомная теория наследственности / Н. П. Максимова. — Мн.: БГУ, 2012. — 192 c.